# Chvojnica (Prievidza)
Chvojnica es un municipio del distrito de Prievidza en la región de Trenčín, Eslovaquia, con una población estimada a final del año 2024 de 224 habitantes.
Se encuentra ubicado al este de la región, cerca del río Nitra (cuenca hidrográfica del Danubio) y de la frontera con las regiones de Banská Bystrica y Žilina.

## Demografía
| Año        | 1994 | 2004     | 2014     | 2024     |
| ---------- | ---- | -------- | -------- | -------- |
| Población  | 209  | 232      | 258      | 224      |
| Diferencia |      | +11,00 % | +11,20 % | −13,17 % |

| Año        | 2023 | 2024    |
| ---------- | ---- | ------- |
| Población  | 226  | 224     |
| Diferencia |      | −0,88 % |